# Scenaristična pisarna
Scenaristična pisarna (angleško Writers' Room) je najpomembnejši oddelek neke igrane TV serije, kjer showrunner skupaj s preostalimi scenaristi razvija tok zgodbe, dramaturgijo, piše in popravlja spisane scenarije. Scenaristične pisarne so precej poznane v ameriški televizijski industriji.

## Ameriška scenaristična pisarna
Američani vsako leto sproducirajo vse več TV serij, tako igranih kot drugih. Scenaristična pisarna ima velik pomen pri ustvarjanju vsake oddaje, saj skupina scenaristov vsako epizodo posebej ustvarja skupaj. Tako je večja verjetnost, da njihove kreativne zamisli postanejo še boljše in se posamezni scenarist idejno ne izčrpa.
Sistem deluje podobno ''brainstormingu''.